# 薄殼結構
薄殼結構 是一個建築使用輕型結構殼單元。也稱為一個殼結構（“殼”的字面翻譯）。典型的應用於屋頂大型建築物。

## 定義
薄外殼定義為與厚度相比，其它長寬尺寸是相對很大，相對在厚度上的變形量與其他長寬尺寸變形量相比來得小。外殼結構和板結構之間的主要區別在於，在無應力狀態下，外殼結構具有曲率，而不是像在板結構是平的。膜在一個殼的動作主要是由在平面內的力引起的（平面應力），但也有可能是從彎曲變形產生的次級力。凡平板行為類似於用彎曲和剪切應力梁，砲彈是類似於它通過拉伸應力抵抗負載的電纜。理想的殼薄必須能夠開發拉伸和壓縮的。

## 類型
最普遍的類型薄殼結構是：
- 混凝土結構：鑄造成單片圓頂或強調帶狀橋或鞍屋頂。
- 網殼結構：也叫gridshell結構, 一個形式穹頂或雙曲面結構。
- 膜結構：其中包括織物結構以及其他張力結構,索穹頂、和充氣結構。

## 照片集

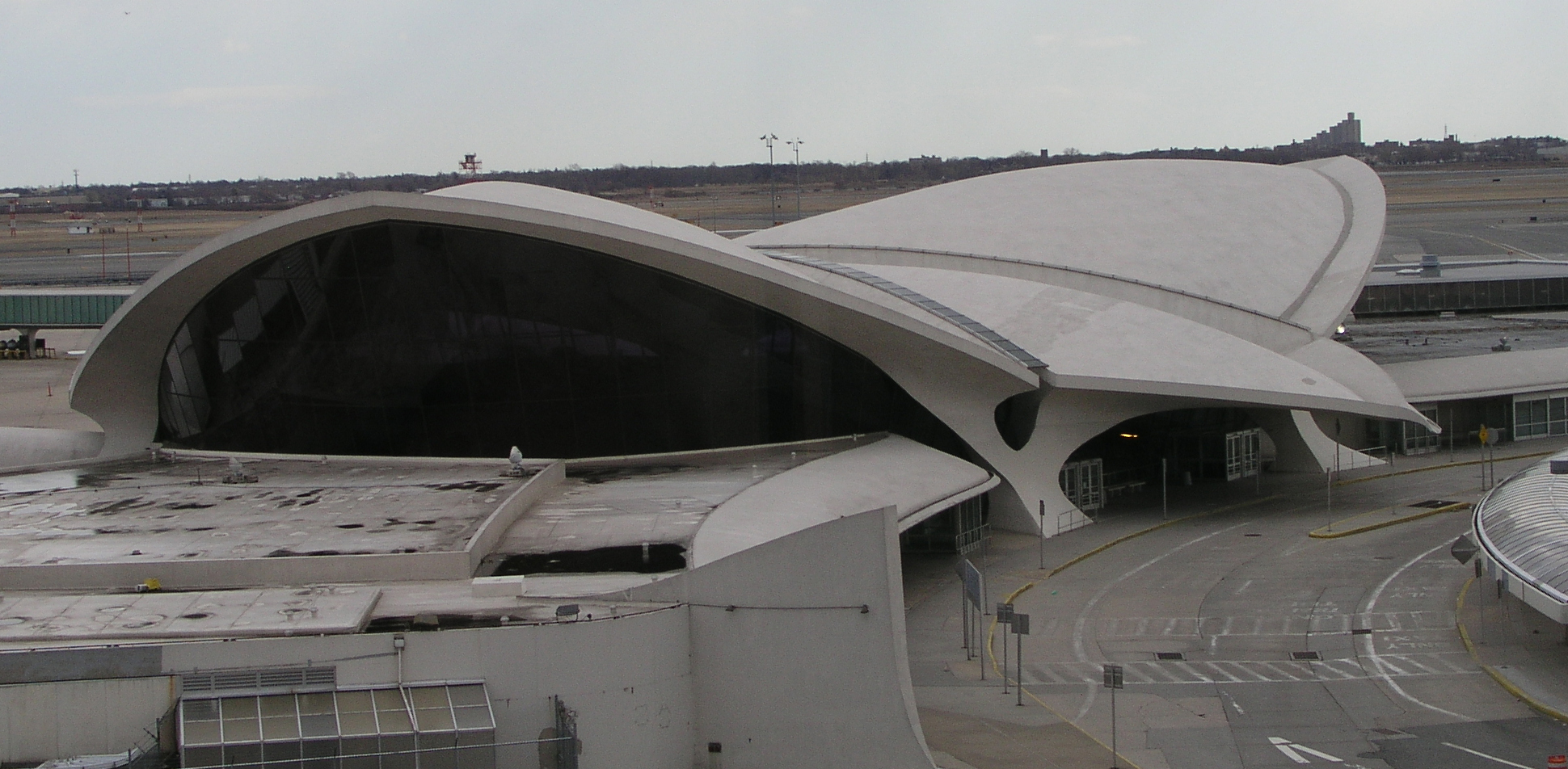
紐約，約翰·甘迺迪國際機場，混凝土結構
波蘭，索波特森林歌劇院，膜結構
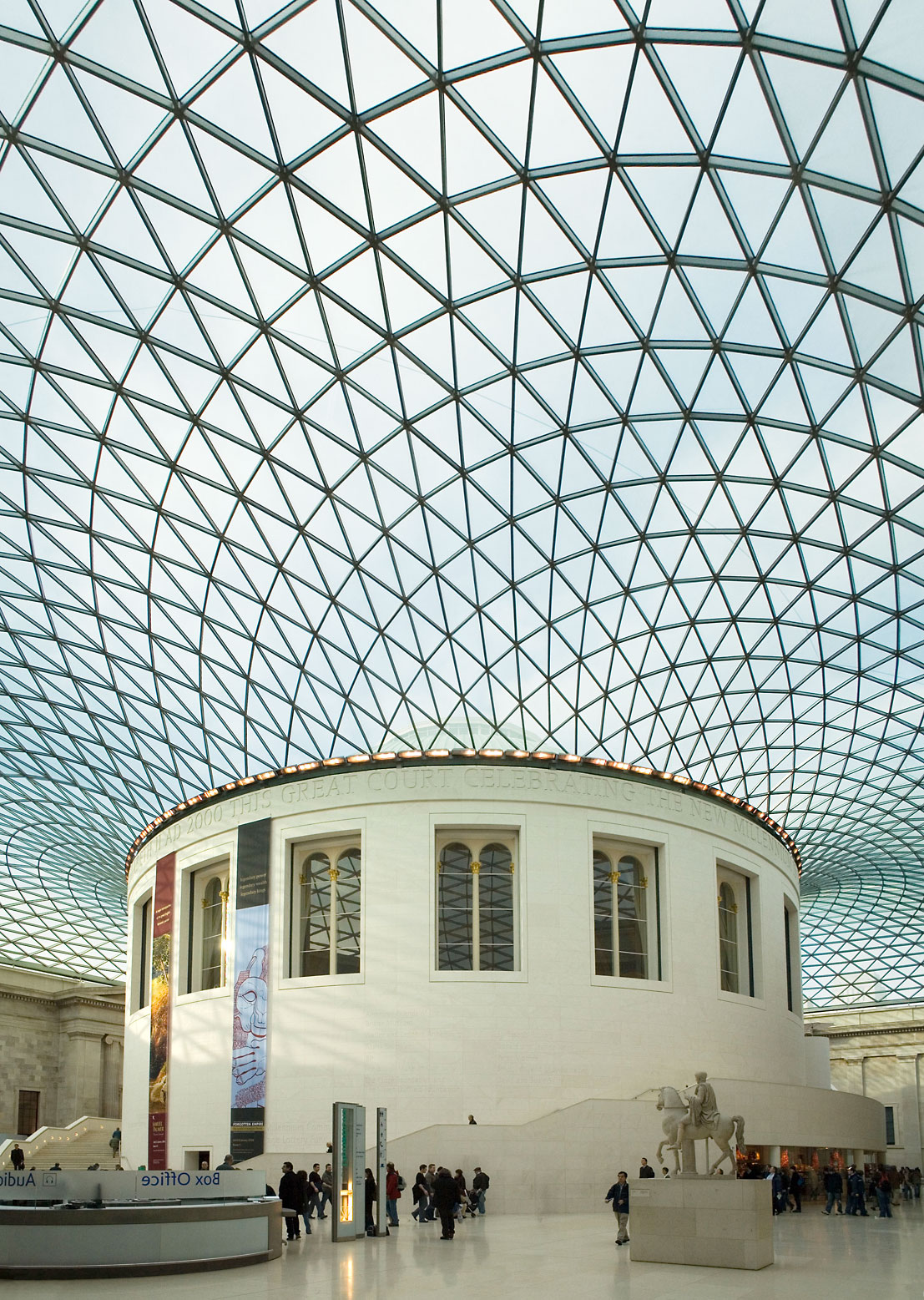
倫敦大英博物館 ，伊莉莎白二世大中庭，網殼結構

### 書目
- . 科技圖書股份有限公司. 1992-05: 300頁.

### 引用
- Bechthold, M.: Innovative Surface Structures. (2008) Taylor and Francis.
- "Vladimir G. Suchov 1853-1939. Die Kunst der sparsamen Konstruktion.", Rainer Graefe und andere, 192 S., Deutsche Verlags-Anstalt, Stuttgart, 1990, ISBN 3-421-02984-9.

## 外部連結
- （英文）Lattice Shell for Space Vehicles （页面存档备份，存于）